# Wilhelm Mohnke
Wilhelm Mohnke (Lübeck, 15 maart 1911 - Damp, bij Eckernförde, 6 augustus 2001) was een Duitse officier en SS-Brigadeführer (brigadegeneraal) en Generalmajor in de Waffen-SS. Aan het eind van de Tweede Wereldoorlog was hij een van Hitlers laatst overgebleven generaals. Hij maakte diens laatste dagen in de Führerbunker van dichtbij mee en was aan het eind van de oorlog verantwoordelijk voor de verdediging van het regeringsdistrict in Berlijn.

## Biografie
Op 15 maart 1911 werd Wilhelm Mohnke Als een zoon van een meester-meubelmaker geboren in de hanzestad Lübeck. Van zijn zesde tot zijn vijftiende levensjaar ging hij naar de middelbare school in Lübeck. Hij verliet deze onderwijsinstelling met het diploma voor het hoger secundair onderwijs. Alleen de dood van zijn vader zorgde ervoor dat een verdere leergang niet meer mogelijk was. Mohnke ging als leerling werken in de detailhandel voor glas- en porseleinen waren. Na drie jaar ging hij bij een andere groothandel in dezelfde branche werken. Mohnke werkte voor een half jaar als bedrijfsleider in een filiaal in Güstrow. In maart 1932 verloor hij zijn baan door gebrek aan werk.
Mohnke werd in september 1931 lid van de NSDAP en sloot zich een paar maanden later ook aan bij de SS. Gedurende de Tweede Wereldoorlog dienden zijn brigades in de strijd op de Balkan en in Frankrijk. Mohnke raakte bij verschillende geallieerde aanvallen ernstig gewond, onder andere aan zijn voet en zijn gehoor werd beschadigd.
Ondanks zijn verwondingen maakte de relatief jonge Mohnke snel carrière. In 1944 werd hij bevorderd tot SS-Brigadeführer (brigadegeneraal). Nadat hij bij acties van zijn brigade in Hongarije wederom gewond geraakt was, werd hij begin 1945 door Hitler benoemd tot commandant van de verdediging van de Rijkskanselarij in Berlijn.
Op 20 april 1945, de verjaardag van Hitler, kwam Berlijn voor het eerst onder artillerievuur te liggen. Generaal Helmuth Weidling was de commandant voor de verdediging van Berlijn en Mohnke was verantwoordelijk voor de verdediging van het regeringsdistrict. Samen beschikten ze naar schatting over 250.000 militairen, terwijl het Rode leger met meer dan twee miljoen man al voor de poorten van Berlijn stond. Ondanks de vooraf al kansloze missie verdedigde Mohnke zijn district met hand en tand. Zelfs nadat zijn district geheel omsingeld was door de Russen, volgde hij Hitlers bevel op nooit te capituleren en kwamen er bij langdurige straatgevechten enorm veel soldaten en burgers om het leven.
Na de zelfmoord van Hitler, op 30 april 1945, probeerde Mohnke Berlijn te ontvluchten. Terwijl een deel van zijn manschappen nog doorvocht, verliet hij op 1 mei de Führerbunker, samen met een aantal anderen, waaronder Hitlers secretaresse Traudl Junge. Op 2 mei werd de groep door het Rode leger opgepakt. Hij werd gevangengenomen en op 10 oktober 1955 vrijgelaten. Na zijn vrijlating werd hij autodealer. Wilhelm Mohnke overleed in 2001 op negentigjarige leeftijd.
Lange tijd is alsnog geprobeerd Mohnke te kunnen berechten voor oorlogsmisdaden zoals begaan tijdens de massamoord van Wormhout maar deze pogingen zijn mislukt, waardoor hij een redelijk vredig leven wist te leiden. In de eerste jaren van de oorlog zou hij Britse en Canadese krijgsgevangenen hebben laten executeren. Wegens gebrek aan bewijs lukte het niet Mohnke daarvoor veroordeeld te krijgen.
Mohnke was volgens geruchten misschien ook wel de enige die uitsluitsel kon geven over het lot van Hermann Fegelein, de zwager van Eva Braun. Hitler gaf Mohnke in de laatste dagen van de oorlog de opdracht Fegelein te berechten wegens verraad. Betrokkenen beweren dat Mohnke degene was die Fegelein persoonlijk heeft geëxecuteerd. Mohnke is dat altijd blijven ontkennen.

## Verklaring
Hij verklaarde na afloop van de oorlog tegenover journalist James O’Donnell het volgende:
“Adolf Hitler gaf me de opdracht een tribunaal op te zetten dat ik zelf moest gaan voorzitten. Ik besloot dat de beschuldigde (Fegelein) het recht had berecht te worden door een tribunaal dat bestond uit hoge officieren. De leden waren de generaals Wilhelm Burgdorf, Hans Krebs, Johann Rattenhuber en ikzelf. Op dat moment hadden we de intentie een rechtszaak te gaan houden. Het tribunaal vond plaats in een kamer in de buurt van mijn commandopost. Wij, de militaire rechters, namen plaats aan de tafel met het Duitse handboek voor militaire tribunalen voor ons. Toen we wilden gaan zitten, begon aangeklaagde Fegelein zich op zo’n woeste manier te gedragen dat de rechtszaak niet plaats kon vinden. Hij was stomdronken en keek vreemd uit zijn ogen. Fegelein betwistte de rechtsgeldigheid van het tribunaal en bleef roepen dat hij alleen maar verantwoording schuldig was aan Heinrich Himmler, en aan niemand anders dan Himmler. Ook niet aan Hitler. Hij weigerde zichzelf te verdedigen, trilde enorm en bibberde terwijl hij constant schreeuwde en vloekte. Hij haalde zelfs zijn penis uit zijn broek en begon op de vloer te urineren.
De situatie was onmogelijk. Aan de ene kant was het – gebaseerd op het beschikbare bewijs, inclusief zijn eigen verklaring – duidelijk dat deze trieste officier gedeserteerd was. Aan de andere kant was het duidelijk voorgeschreven dat geen enkele Duitse soldaat berecht kon worden indien deze niet voldoende helder van geest en lichaam was, teneinde het aangevoerde bewijs te kunnen aanhoren. Ik bekeek de voorschriften nogmaals en overlegde met de andere rechters. Volgens ons was Hermann Fegelein niet in staat om voor het tribunaal te staan, hij kon letterlijk niet eens meer staan. Daarop sloot ik de procedure. Ik droeg Fegelein over aan SS-generaal Rattenhuber en zijn veiligheidsdienst. Ik heb de man daarna nooit meer gezien.” (O’Donnell, The Bunker, 1978)

## Carrière
Mohnke bekleedde verschillende rangen in zowel de Allgemeine-SS als Waffen-SS. De volgende tabel laat zien dat de bevorderingen niet synchroon liepen.
| Datums           | Allgemeine-SS       | Waffen-SS                                 |
| ---------------- | ------------------- | ----------------------------------------- |
| 1 november 1931  | SS-Anwärter         | —                                         |
| 16 november 1931 | SS-Mann             | —                                         |
| 5 maart 1932     | SS-Scharführer      | —                                         |
| 9 maart 1933     | SS-Truppführer      | —                                         |
| 28 juni 1933     | SS-Sturmführer      | —                                         |
| 1 oktober 1933   | SS-Sturmhauptführer | —                                         |
| 1 september 1940 | —                   | SS-Sturmbannführer der Reserve (W-SS)     |
| 21 juni 1943     | —                   | SS-Obersturmbannführer der Reserve (W-SS) |
| 21 juni 1944     | —                   | SS-Standartenführer der Reserve (W-SS)    |
| 4 november 1944  | —                   | SS-Oberführer der Reserve (W-SS)          |
| 30 januari 1945  | SS-Brigadeführer    | Generalmajor in de Waffen-SS              |

## Lidmaatschapsnummers
- NSDAP-nr.: 649 684[15] (lid geworden 1 september 1931[4][2][5][3])
- SS-nr.: 15 541[4][15] (lid geworden 1 november 1931[2][5][3])

## Decoraties
Selectie:
- Ridderkruis van het IJzeren Kruis op 11 juli 1944 als SS-Obersturmbannführer en Commandant van de SS-Pz.Gren.Rgt. 26/12.SS-Pz.Div. "Hitlerjugend"/ Heeresgruppe B / Westfront[4][9][18][16][5][6]
- IJzeren Kruis 1939, 1e Klasse[15] (8 november 1939[4][9][2][5]) en 2e Klasse (21 september 1939[4][9][2][5])
- Gewondeninsigne 1939 in goud in juli 1944[4][5]
- Duitse Kruis in goud op 26 december 1941 als SS-Sturmbannführer in de II. / Leibstandarte-SS "Adolf Hitler"[4][9][15][2]
- Storminsigne van de Infanterie in brons op 3 oktober 1940[4][17][5]
- Kruis voor Oorlogsverdienste, 2e Klasse met Zwaarden op 3 oktober 1940[19][4][17][5]
- Insigne van de SA bijeenkomst bij Brunswijk 1931 in 1931[4][5]
- Militaire Orde voor Dapperheid in de Oorlog (Koninkrijk Bulgarije), 4e Klasse, 1e Graad[9][15][5] in 1942[4]
- Ridderkruis in Orde van Verdienste (Hongarije)[4][5]